# 구월남로
구월남로(Guwolnam-ro)는 인천광역시 미추홀구 주안동에서 남동구 만수동까지 연결하는 인천광역시도로, 총 연장은 3.55km이다. 도로의 명칭이 유래된 것은 구월동을 관통하고 있는 구월로의 남쪽에 위치한 도로임을 반영하여 제명되었다.
인천YMCA거리의 예술로와 교차하며, 인천광역시청 앞 미래로와 교차하는 구간에는 원형로터리가 있다. 이후 구월힐스테이트1단지와 롯데캐슬2단지의 큰 대단지를 지나 인천고등학교 야구장부터 문일여자고등학교의 하촌서로까지 이어지는 길로 만수천을 지나간다. 
가로수는 벚꽃나무로 심어져 있어 4월 벚꽃의 개화시기에 만개하면 도로에 사진을 찍으러 오는 사람들이 많다.

## 역사
- 2009년 7월 6일 : 도로명으로 구월남로를 고시

## 주요 경유지
- 미추홀구
  - 주안동
- 남동구
  - 구월동 - 만수동

## 접촉하는 도로
- 경원대로
- 문화서로
- 문화로
- 예술로
- 미래로
- 남동대로
- 독점로
- 용천로
- 호구포로
- 구월말로
- 복개서로
- 복개동로
- 하촌서로

## 주요건물
- 한국자산관리공사 인천지역본부
- 한국방송통신대학교
- 인천광역시청 열린광장
- 길병원 응급의료센터
- 인천 교보생명빌딩
- 구월힐스테이트1단지 아파트
- 롯데캐슬2단지아파트
- 남동구 생활문화센터
- 인천광역시교육청 학생안전체험관
- 인천구월초등학교
- 이화골드아파트
- 하우스토리만수아파트
- 문일여자고등학교

## 하천
- 만수천

## 사진

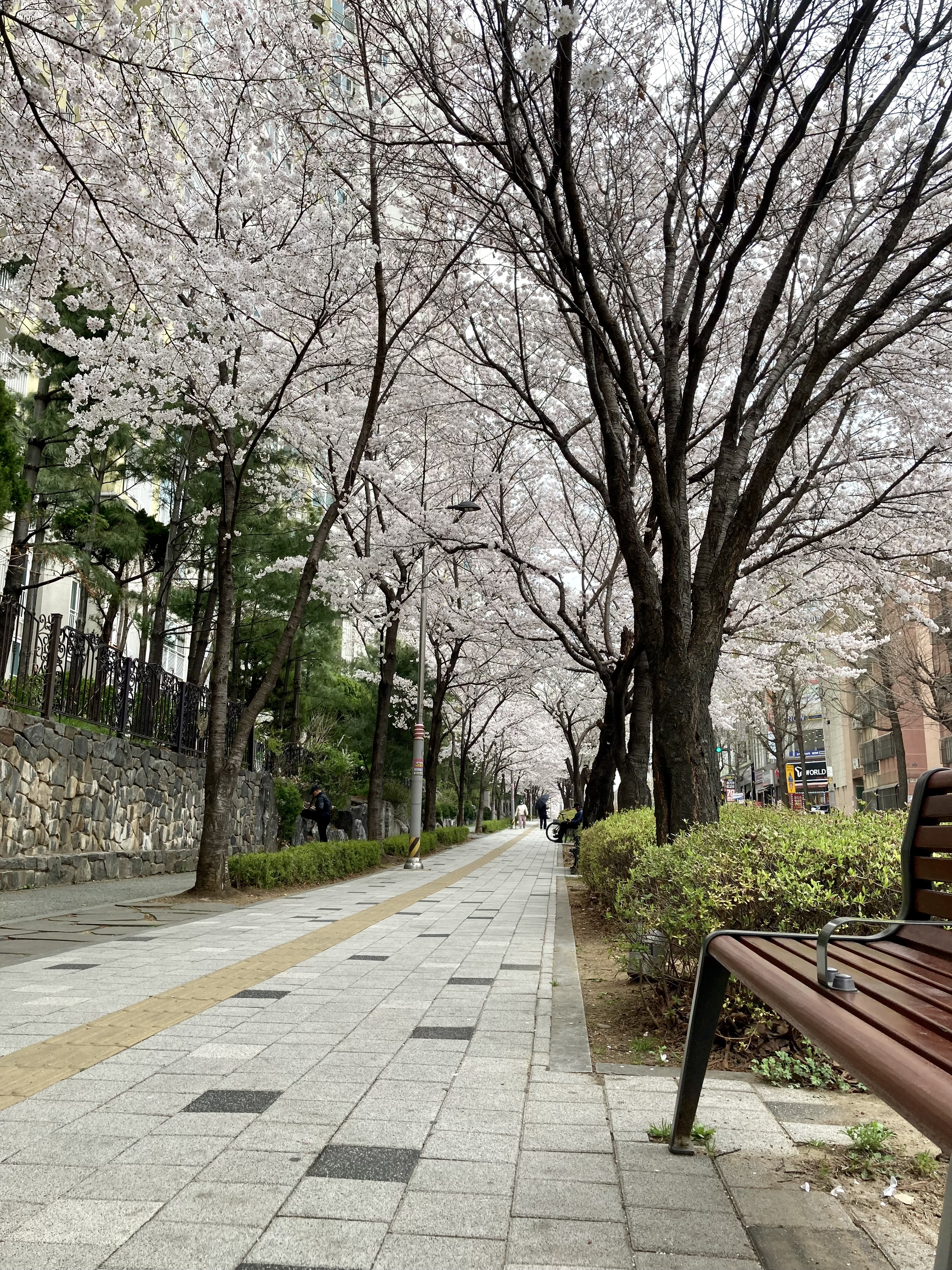
구월남로 (롯데캐슬단지 앞)
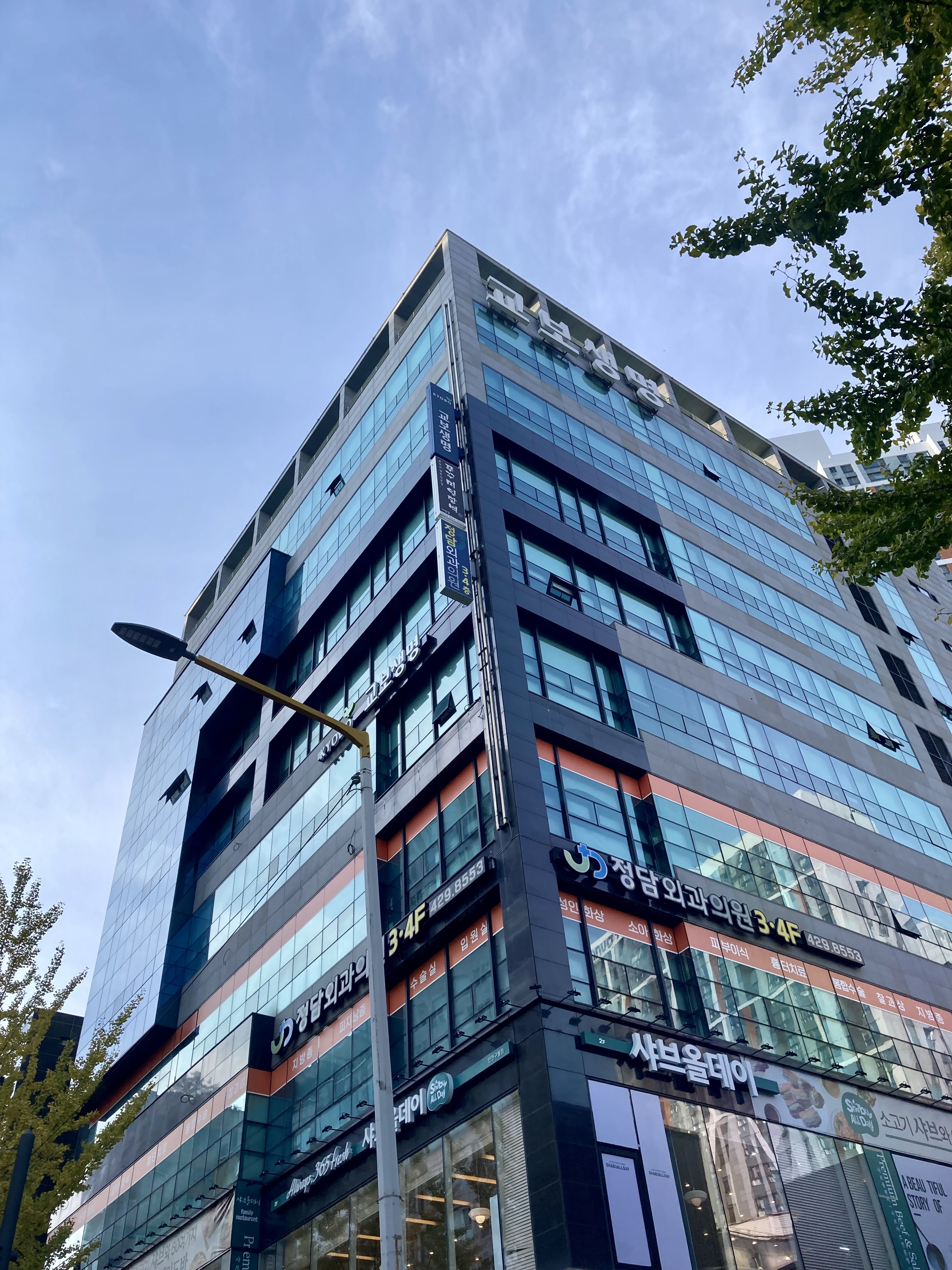
교보생명(인천시청, 구월동)
길병원 암센터
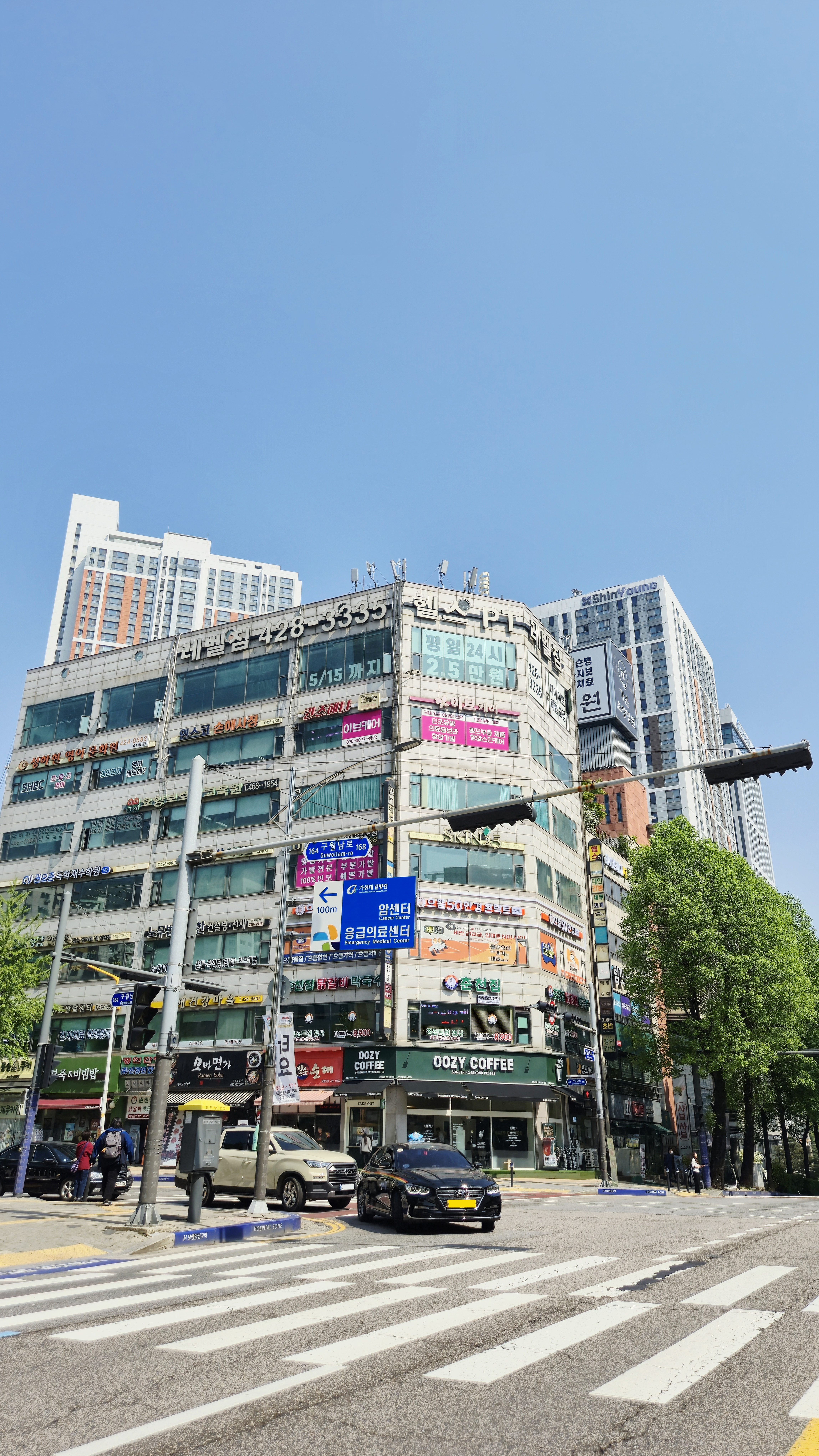
남동대로 교차점
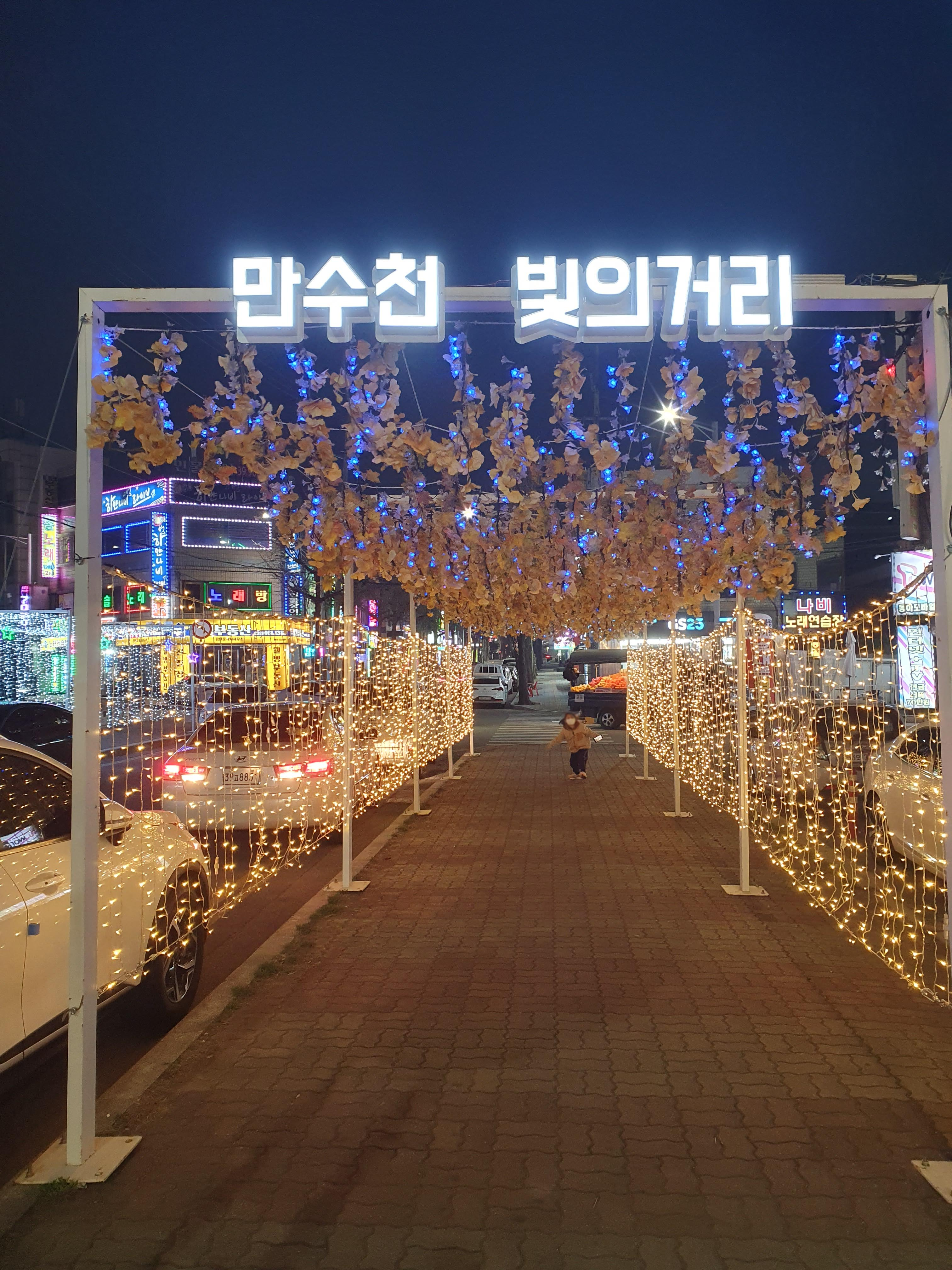
만수천
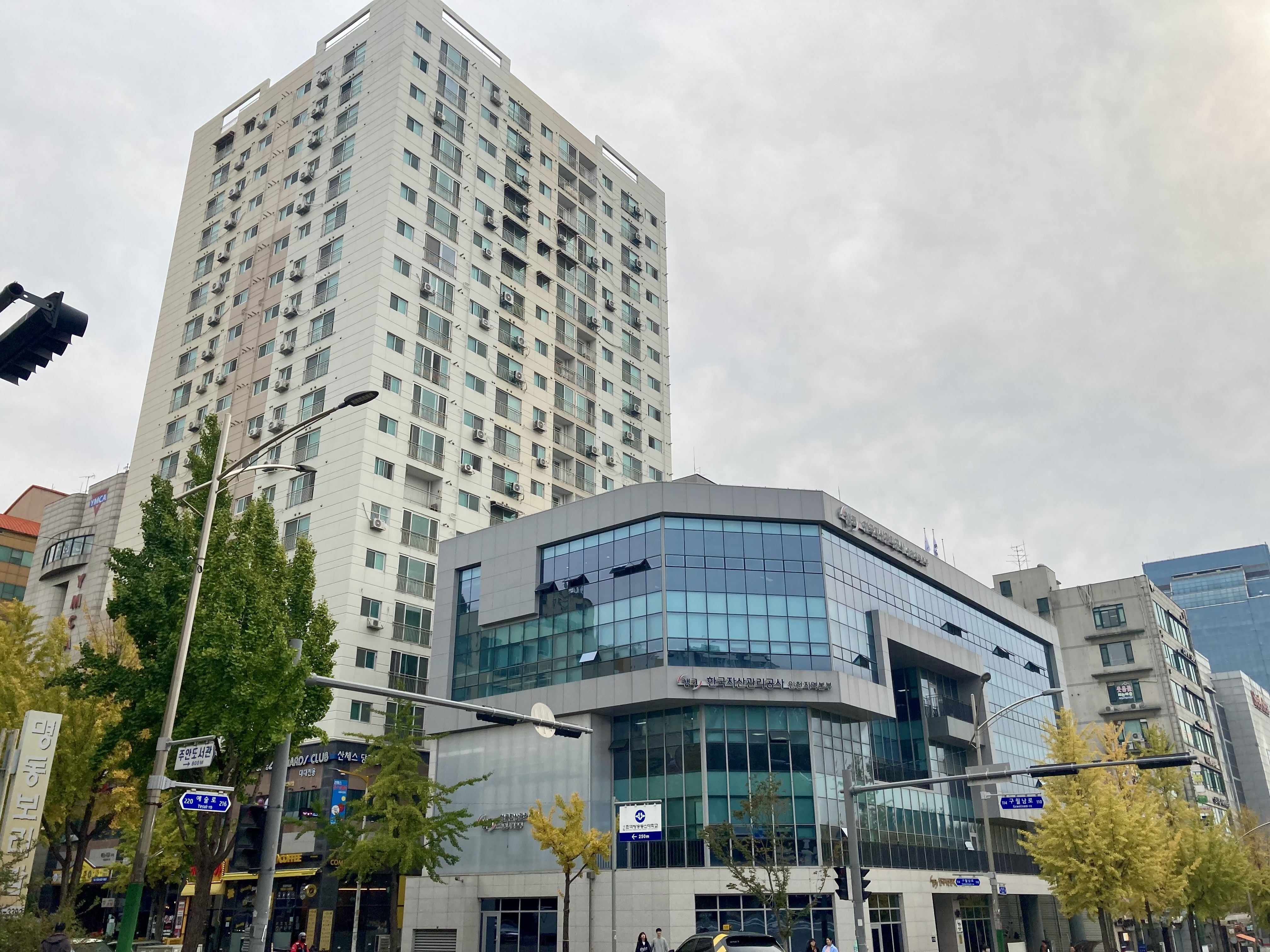
한국자산관리공사(인천지역본부) 예술로, 구월남로 교차지점
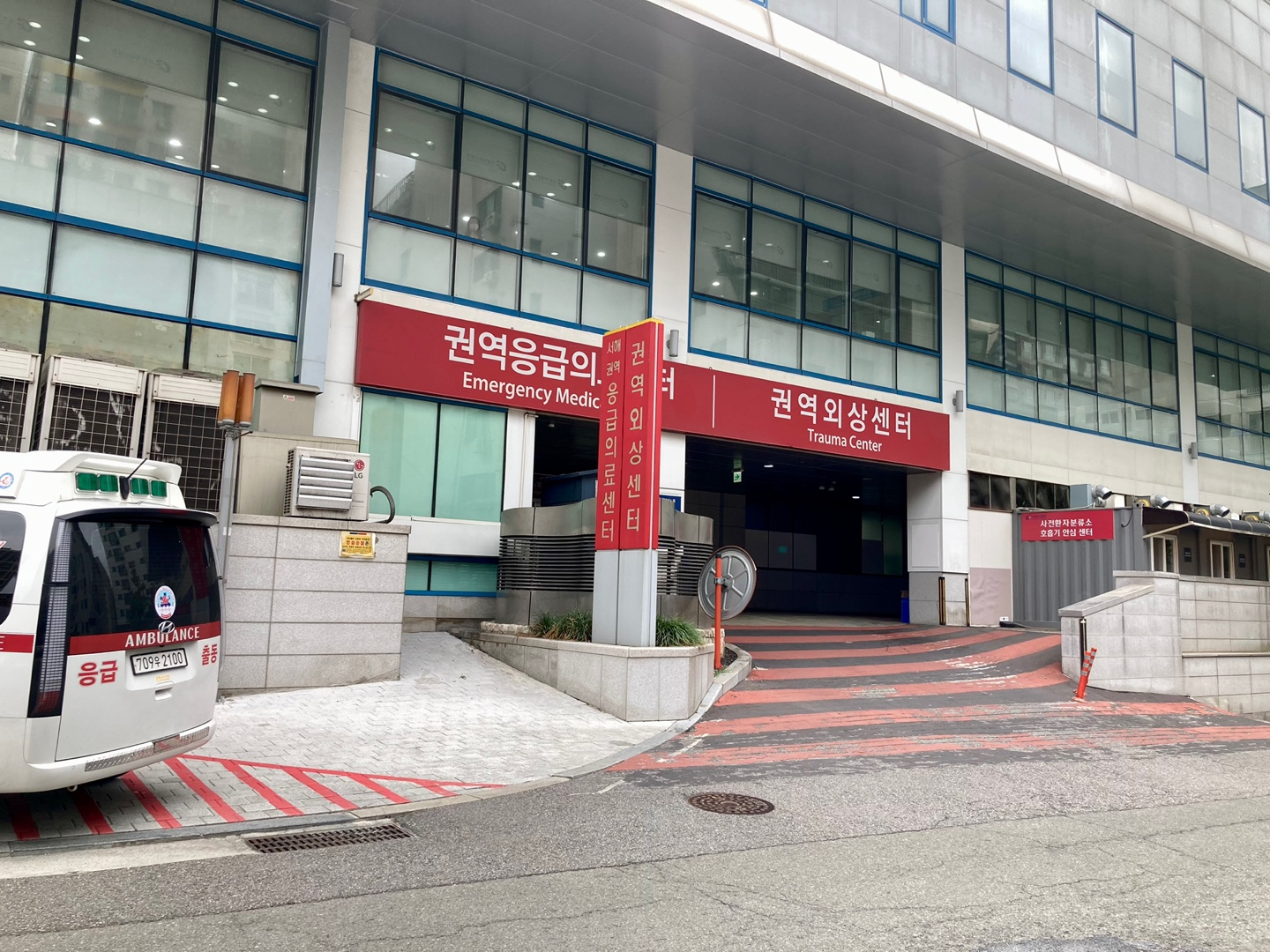
가천대학교 길병원 응급의료센터
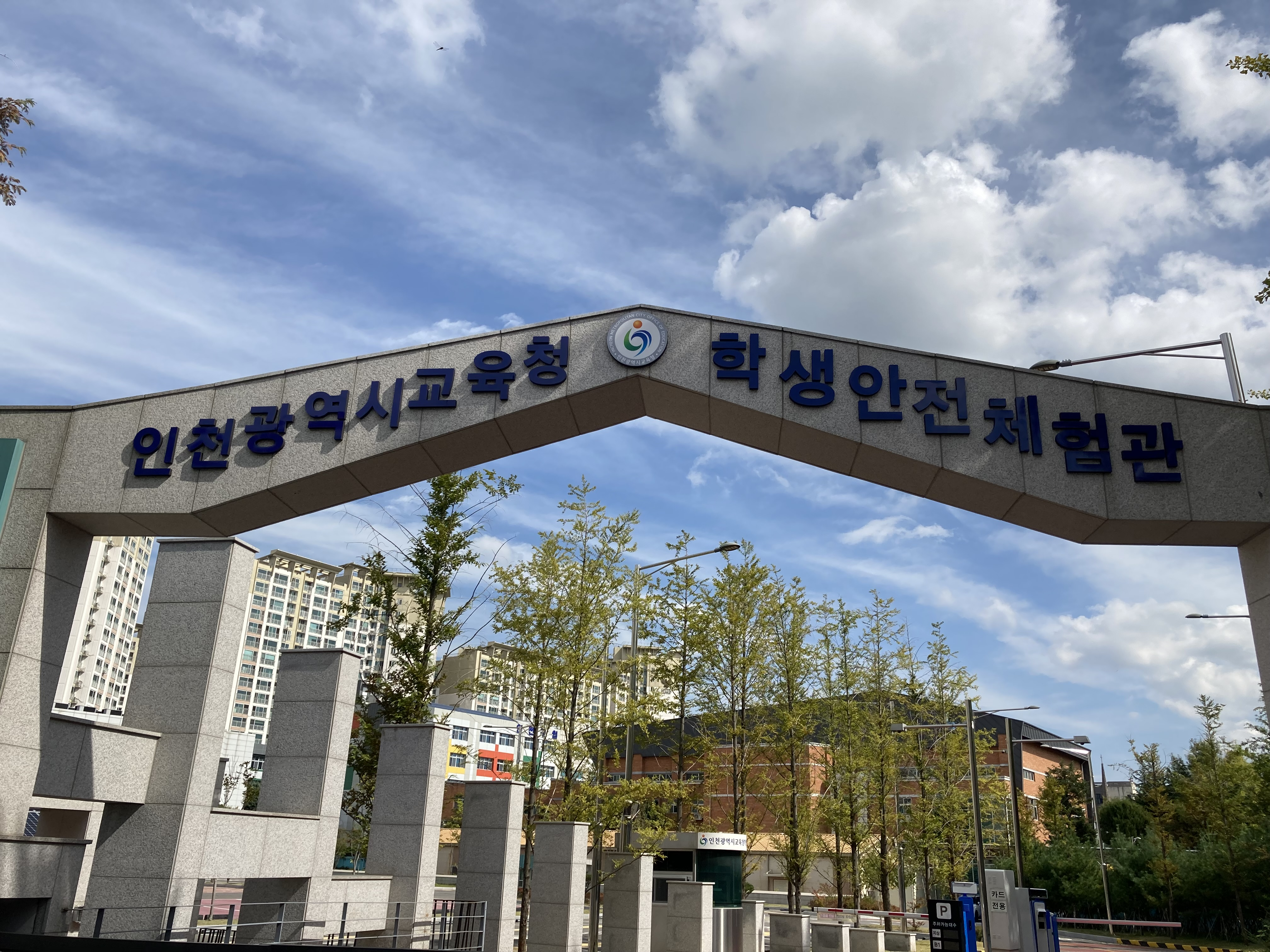
인천광역시교육청 학생안전체험관

## 같이 보기
- 구월로